# Eclipse lunar de mayo de 2022
| Eclipse total de luna 16 de mayo de 2022                                        | Eclipse total de luna 16 de mayo de 2022 |
| ------------------------------------------------------------------------------- | ---------------------------------------- |
| Previo                                                                          | Eclipse \| Eclipse total \| Saros        |
| Posterior                                                                       | Eclipse \| Eclipse total \| Saros        |
| Eclipse lunar total en Irvine, CA, 4:44 UTC.                                    |                                          |
| La Luna pasando de derecha a izquierda por el centro de la sombra de la Tierra. |                                          |
| Gamma                                                                           | -0.2532                                  |
| Magnitud                                                                        | 1.4137                                   |
| Saros                                                                           | 131 (34 de 72)                           |
| Duración (h:min:s)                                                              |                                          |
| Total                                                                           | 01:24:53                                 |
| Parcial                                                                         | 03:27:14                                 |
| Penumbra                                                                        | 05:18:40                                 |
| Contactos                                                                       |                                          |
| P1                                                                              | 01:32:07 UTC                             |
| U1                                                                              | 02:27:53 UTC                             |
| U2                                                                              | 03:29:03 UTC                             |
| Máximo                                                                          | 04:11:29 UTC                             |
| U3                                                                              | 04:53:56 UTC                             |
| U4                                                                              | 05:55:07 UTC                             |
| P4                                                                              | 06:50:48 UTC                             |

Un eclipse lunar total ocurrió entre el 15 y 16 de mayo de 2022, el primero de dos eclipses lunares totales en 2022. Un segundo eclipse ocurrió el 8 de noviembre. El evento tuvo lugar cerca del perigeo lunar; como resultado, la cobertura en los medios estadounidenses se refirió a esta superluna como una «superluna de sangre de flores».
El eclipse fue oscuro con la extremidad norte de la Luna pasando por el centro de la sombra de la Tierra. Este fue el primer eclipse central de Lunar Saros 131.

## Visualización
Fue visible en la mayor parte del Norte y Sur de América, se levantó sobre el noroeste de América del Norte, y el océano Pacífico, llegando a ser visible en África y Europa.
  

Fue el eclipse más largo en horario de máxima audiencia en la costa oeste de Estados Unidos.

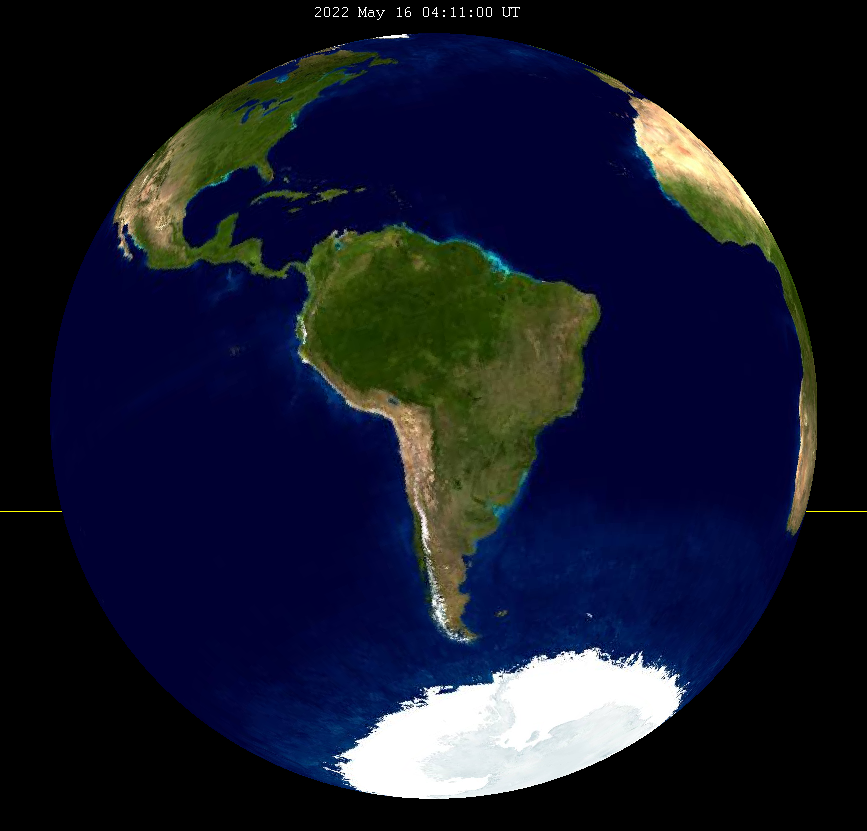
Simulado de la Tierra desde la Luna al momento máximo del eclipse.
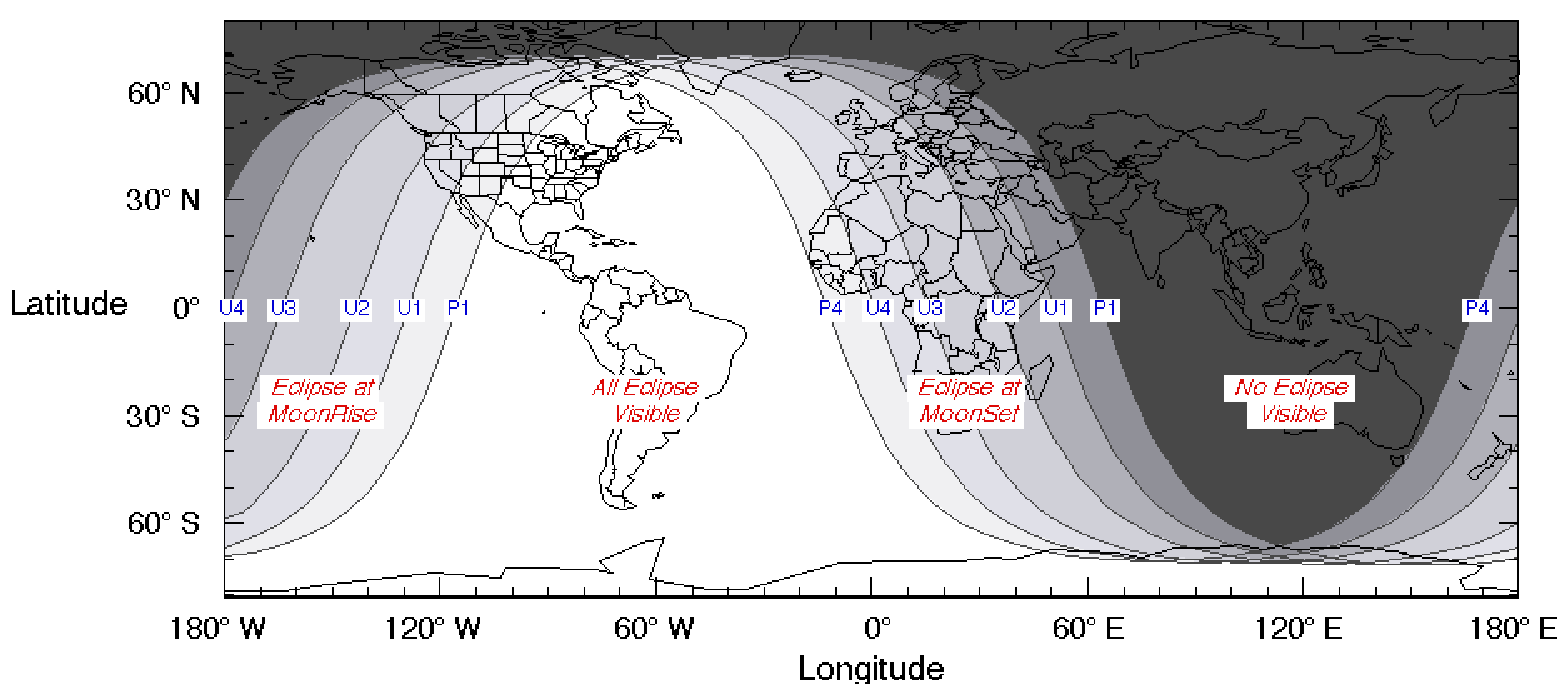
Mapa de visibilidad

## Observaciones

### América

Animación de Taubaté, Brasil
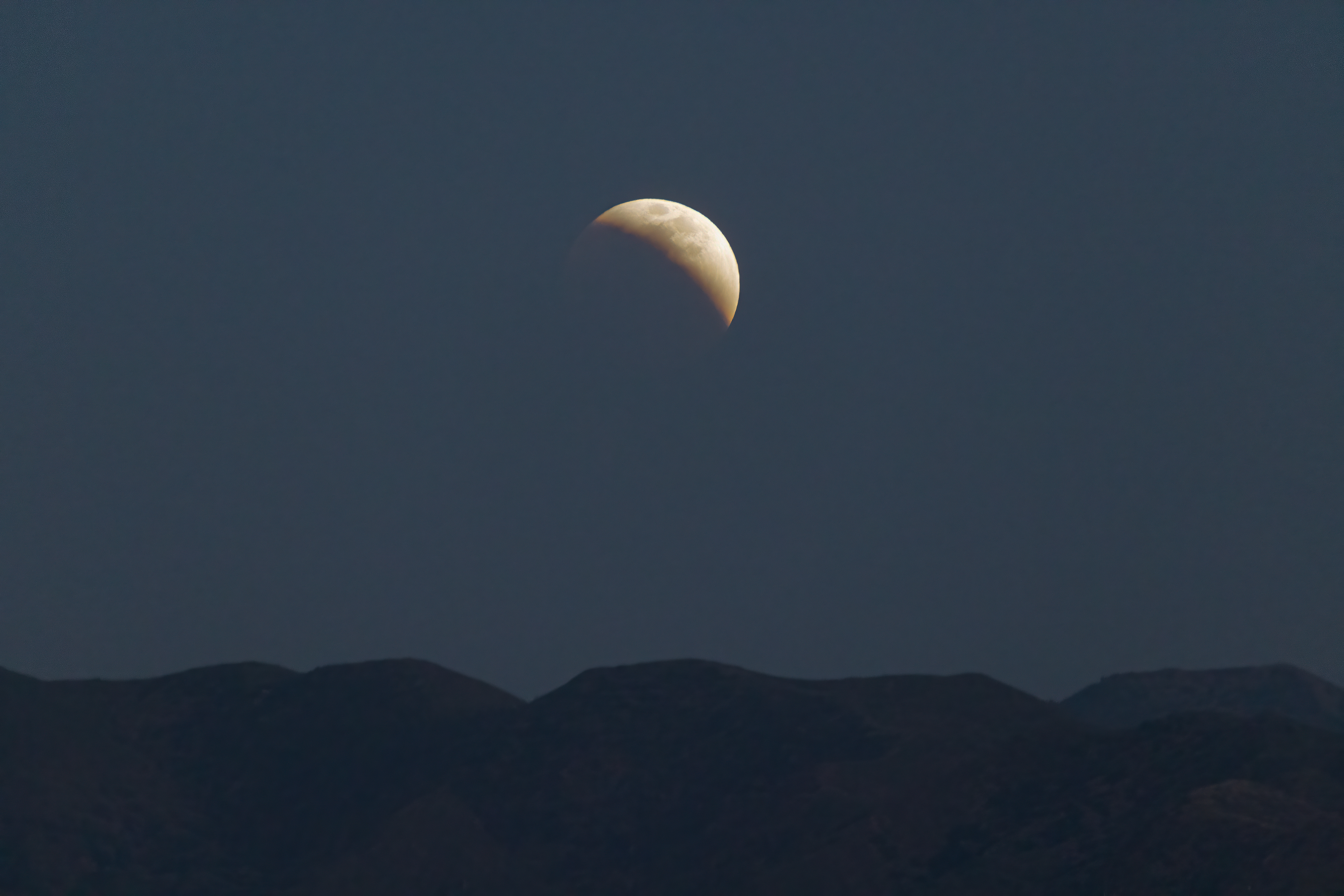
Los Ángeles, CA a la salida de la Luna, 3:08 UTC
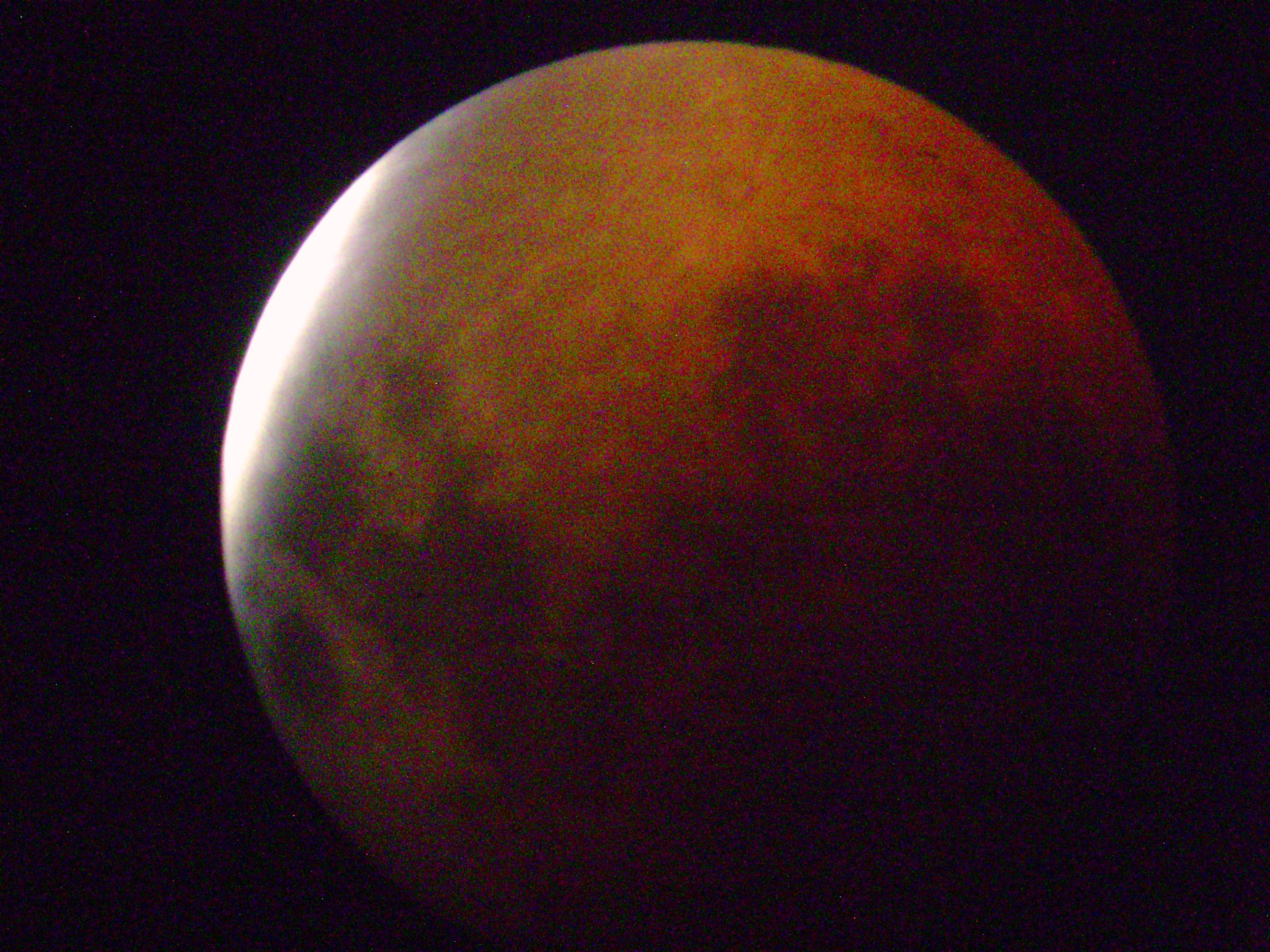
Buenos Aires, Argentina, 3:26 UTC
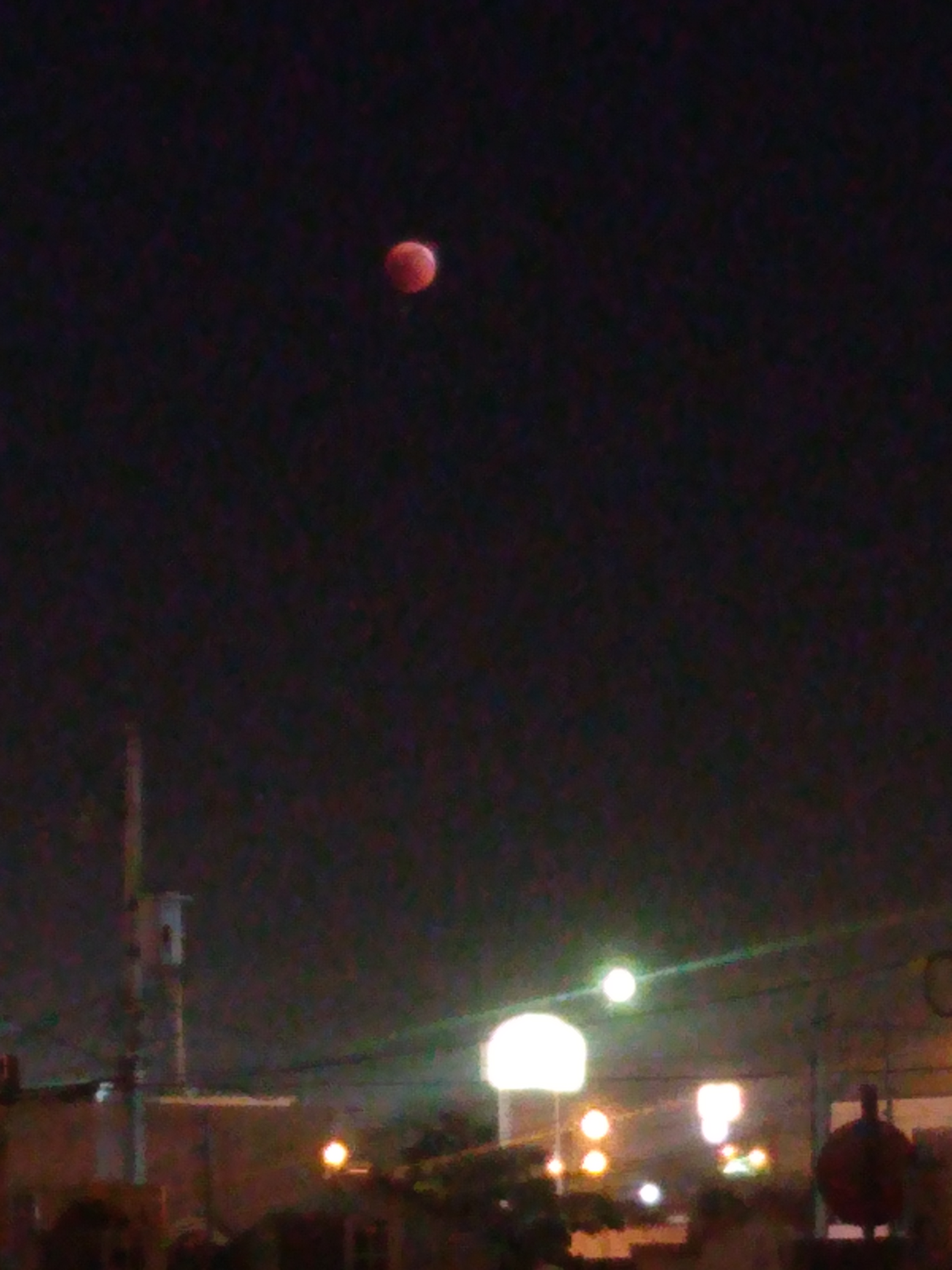
Mexicali, México, 3:28 UTC
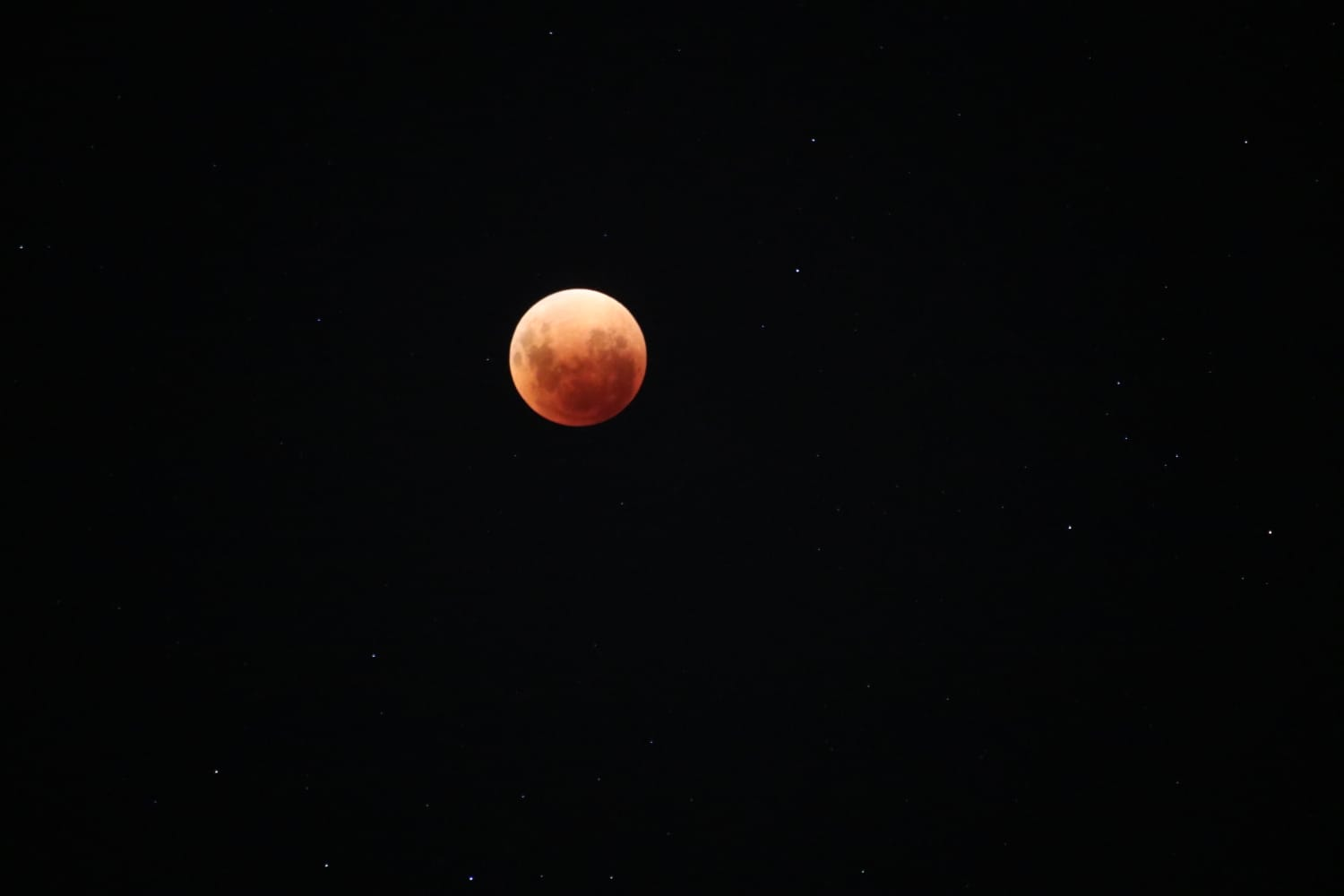
Eclipse visto desde Quillón, Región de Ñuble, Chile.
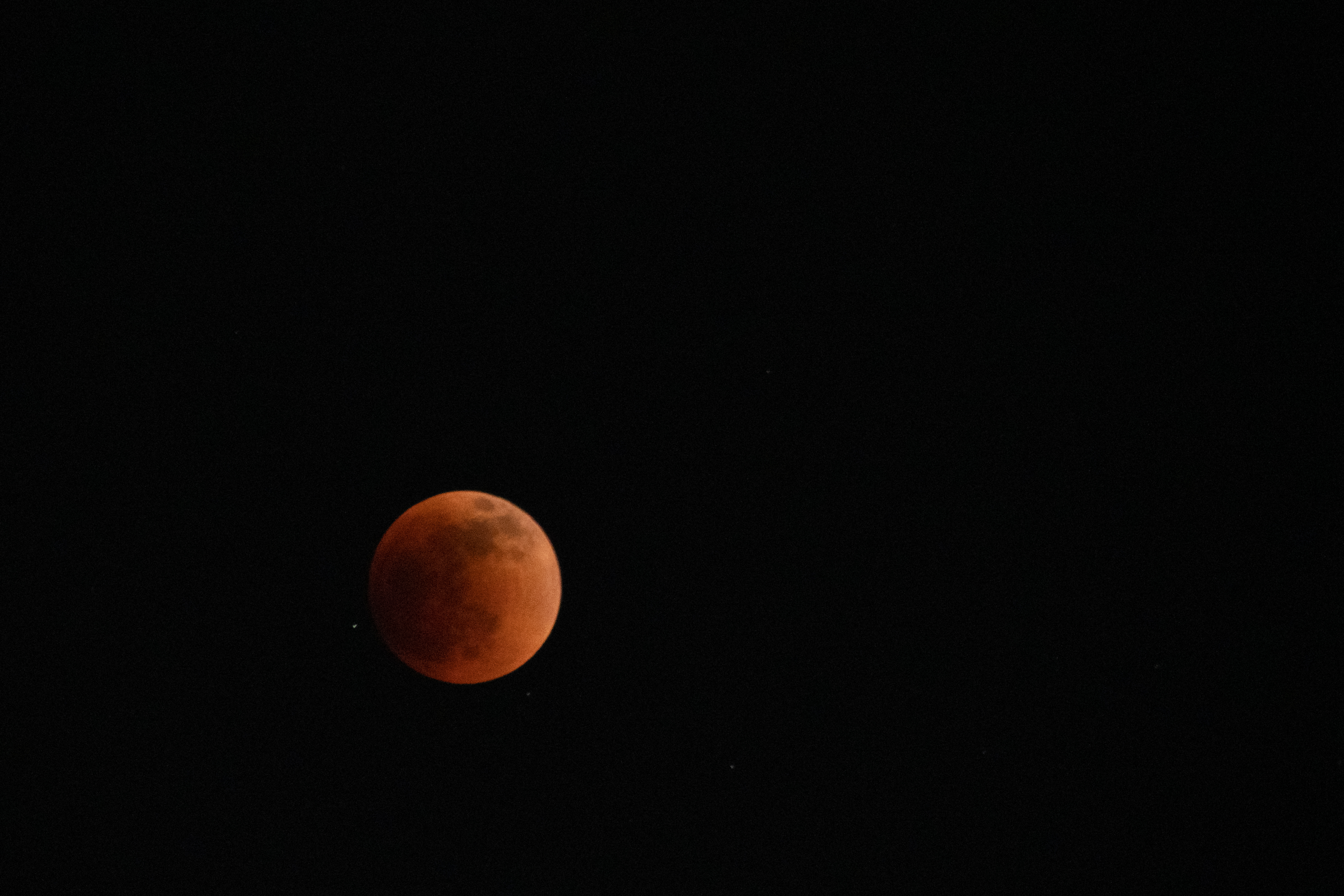
San Antonio, TX, 3:36 UTC
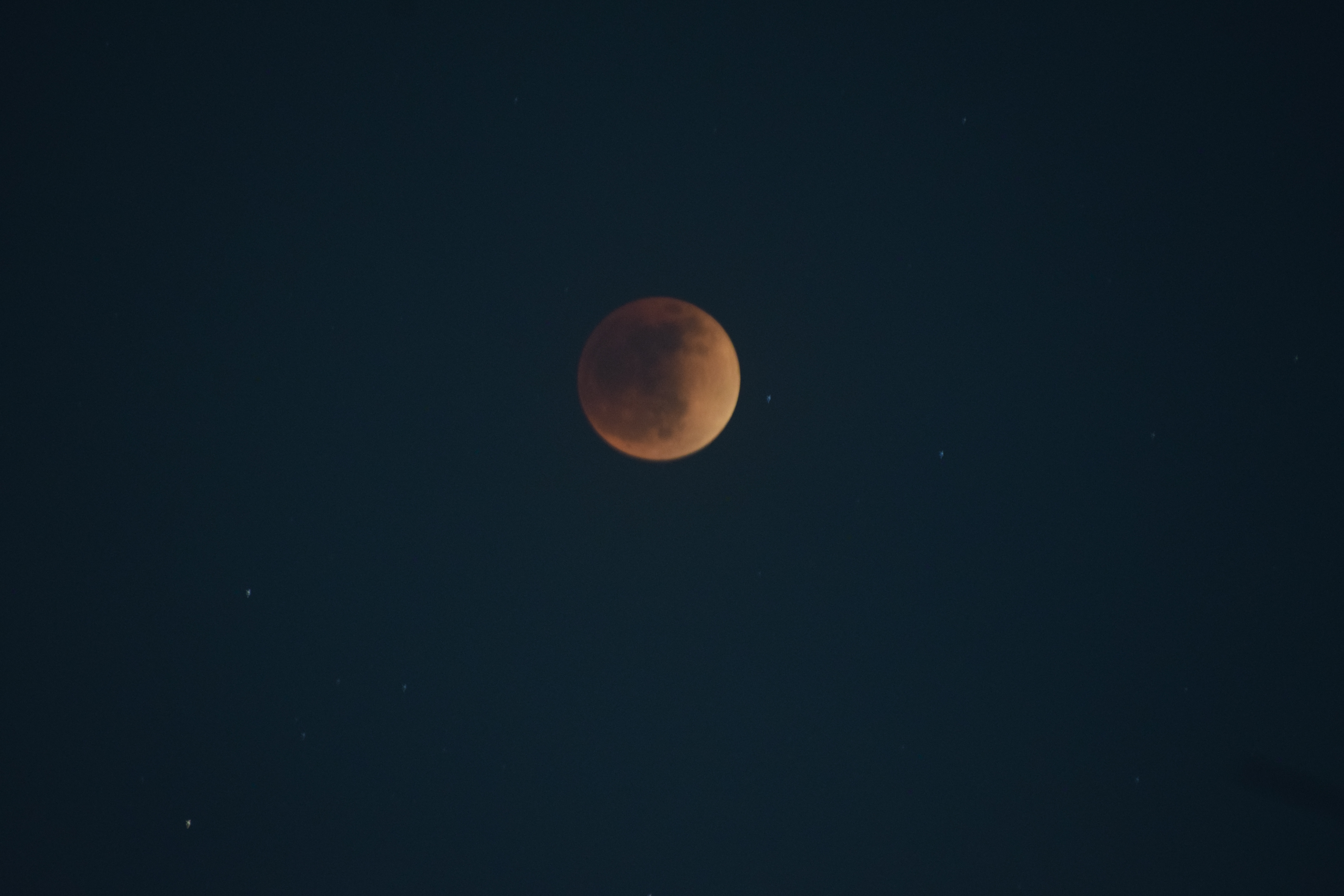
Ciudad de México, México, 4:15 UTC
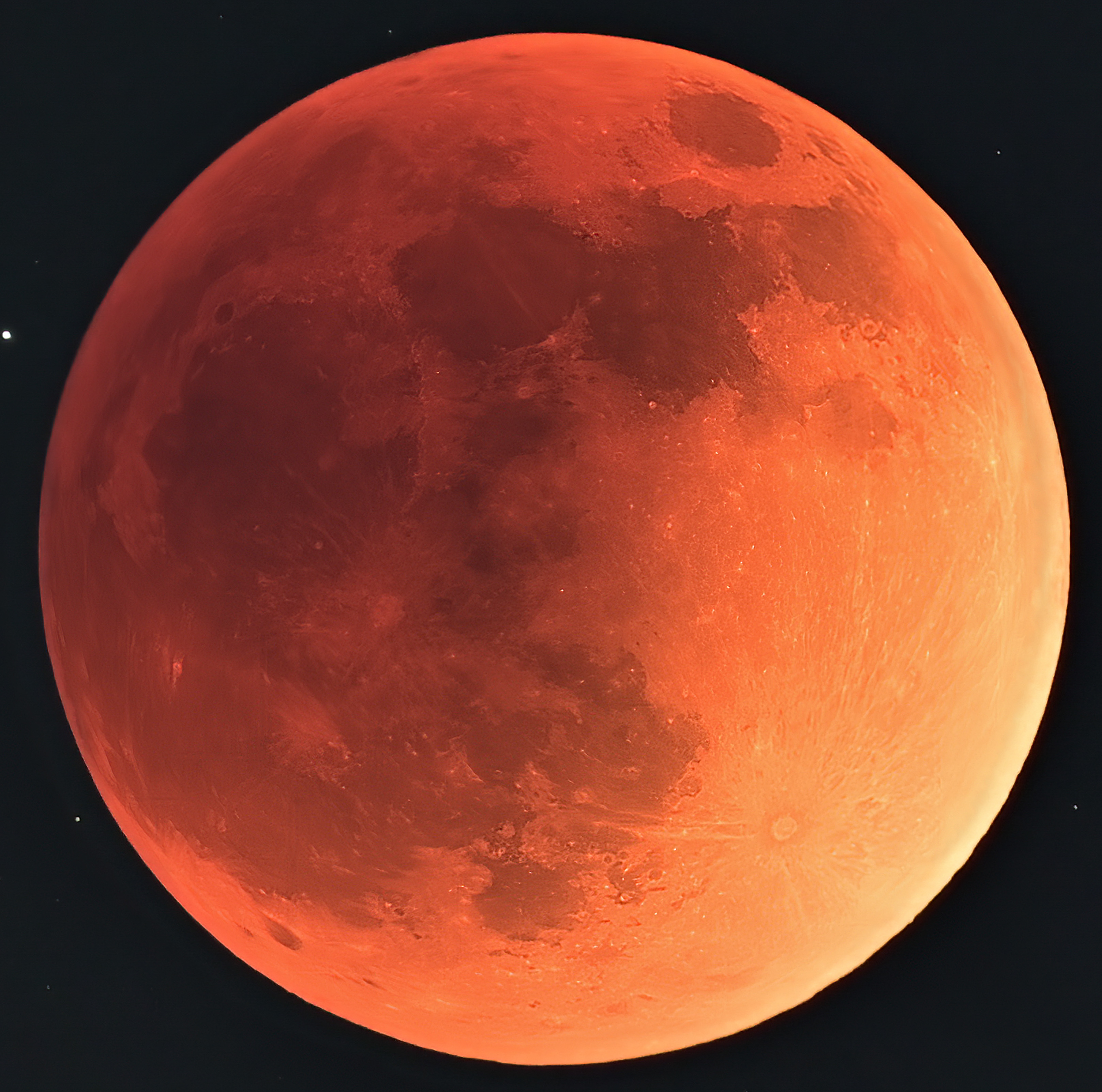
Houston, TX, 4:16 UTC
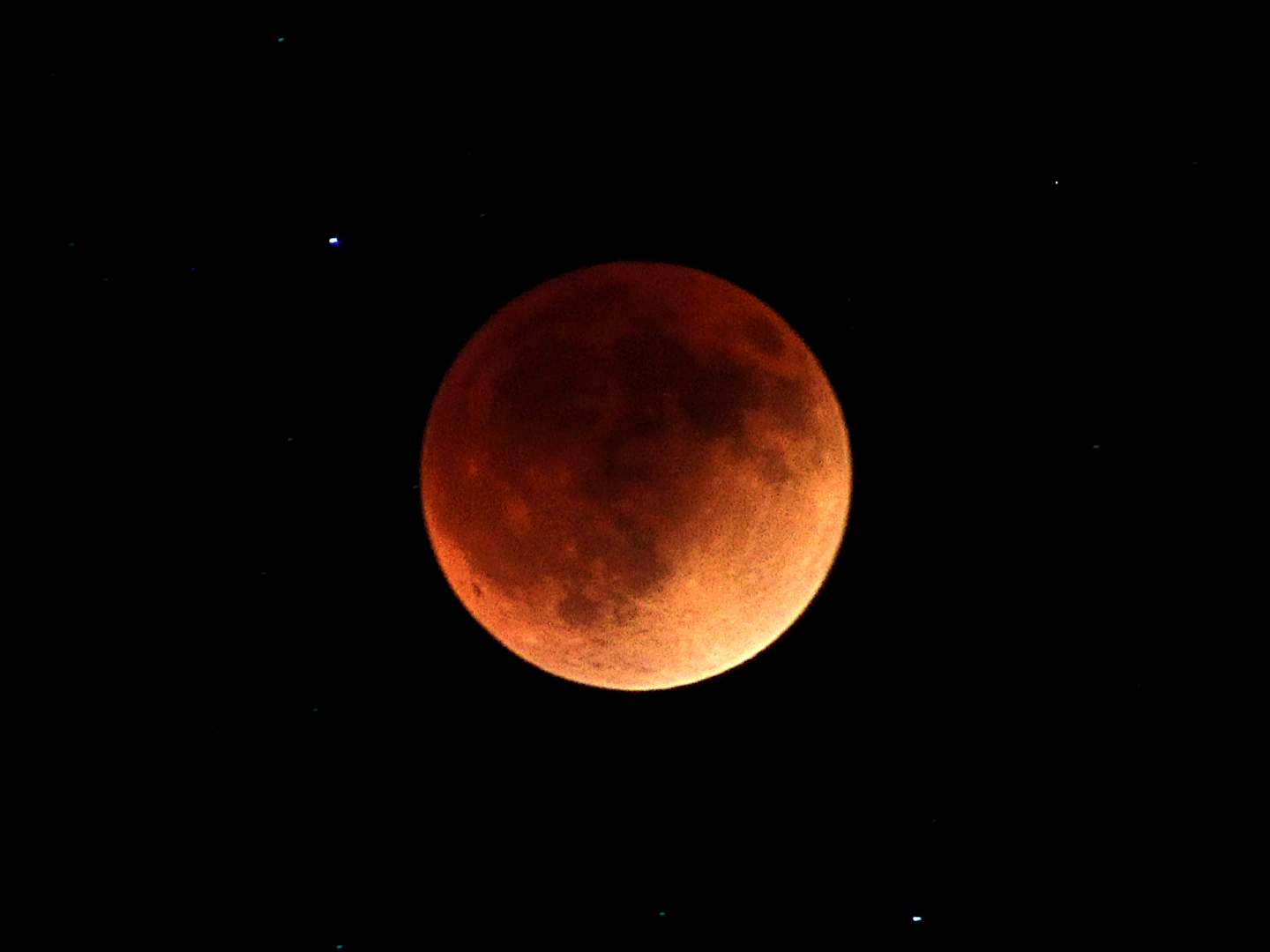
Condado de Greenville, SC, 4:15 UTC
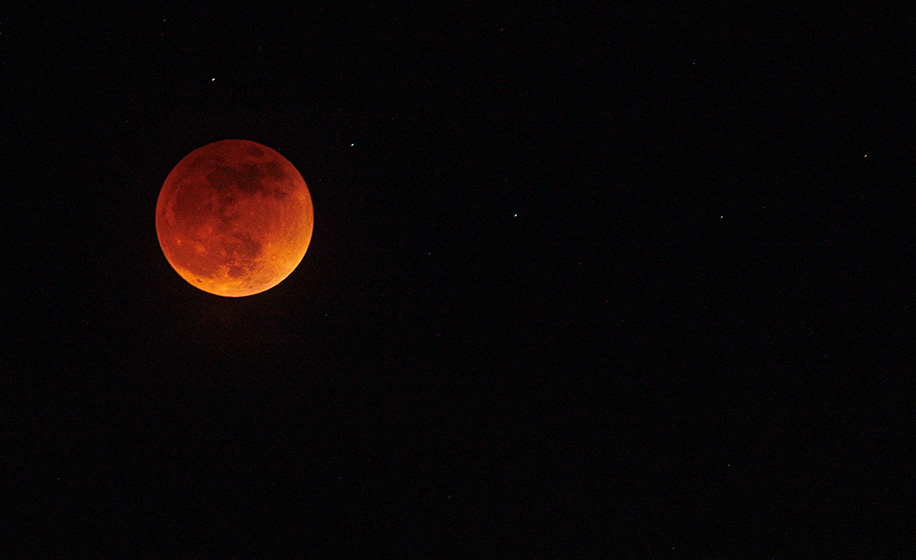
Sacramento, CA, 4:33 UTC
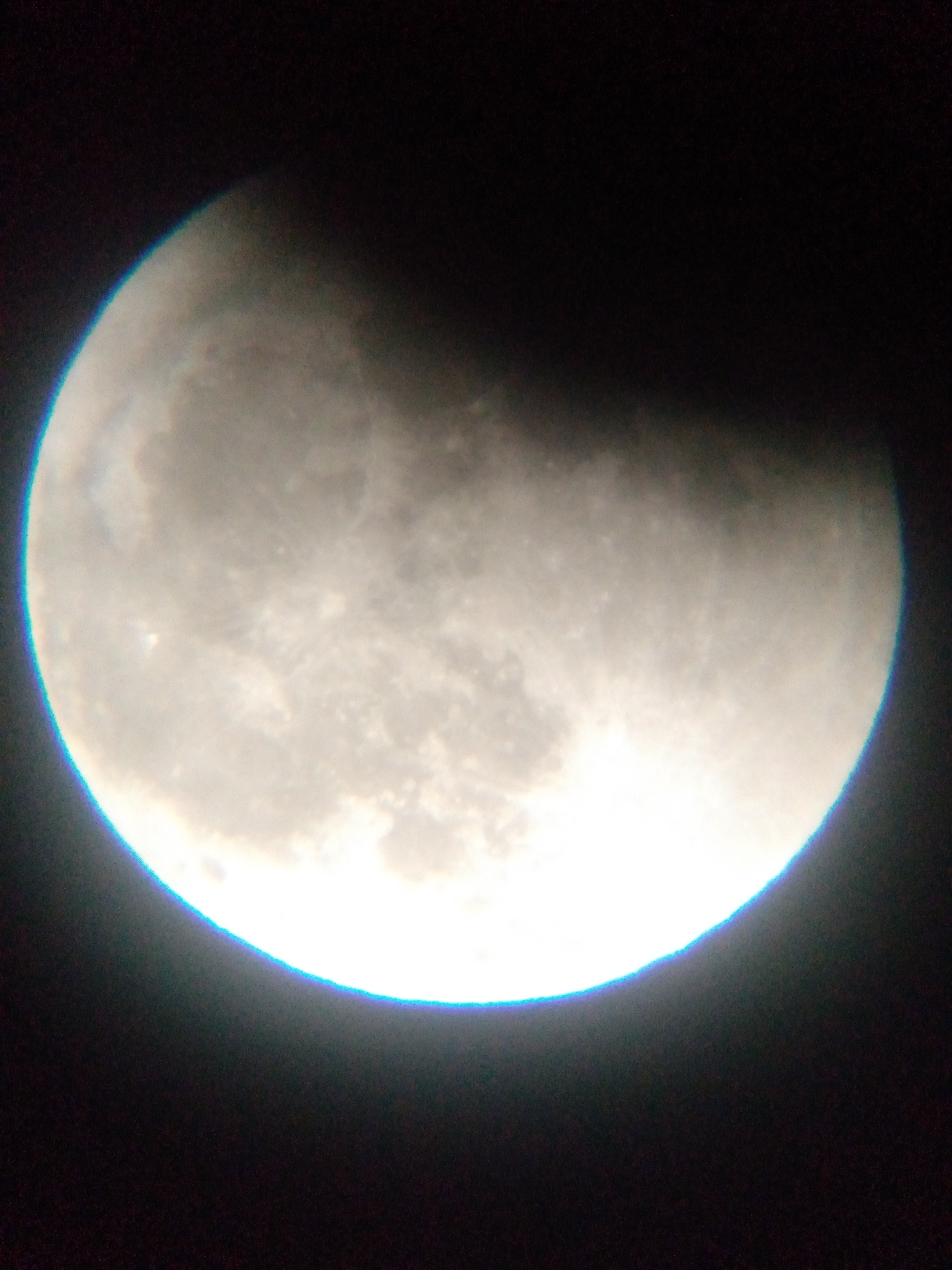
Mexicali, México, 5:43 UTC
- Ciudad de México Eclipse Lunar mayo 15 y 16 de 2022]

### Europa

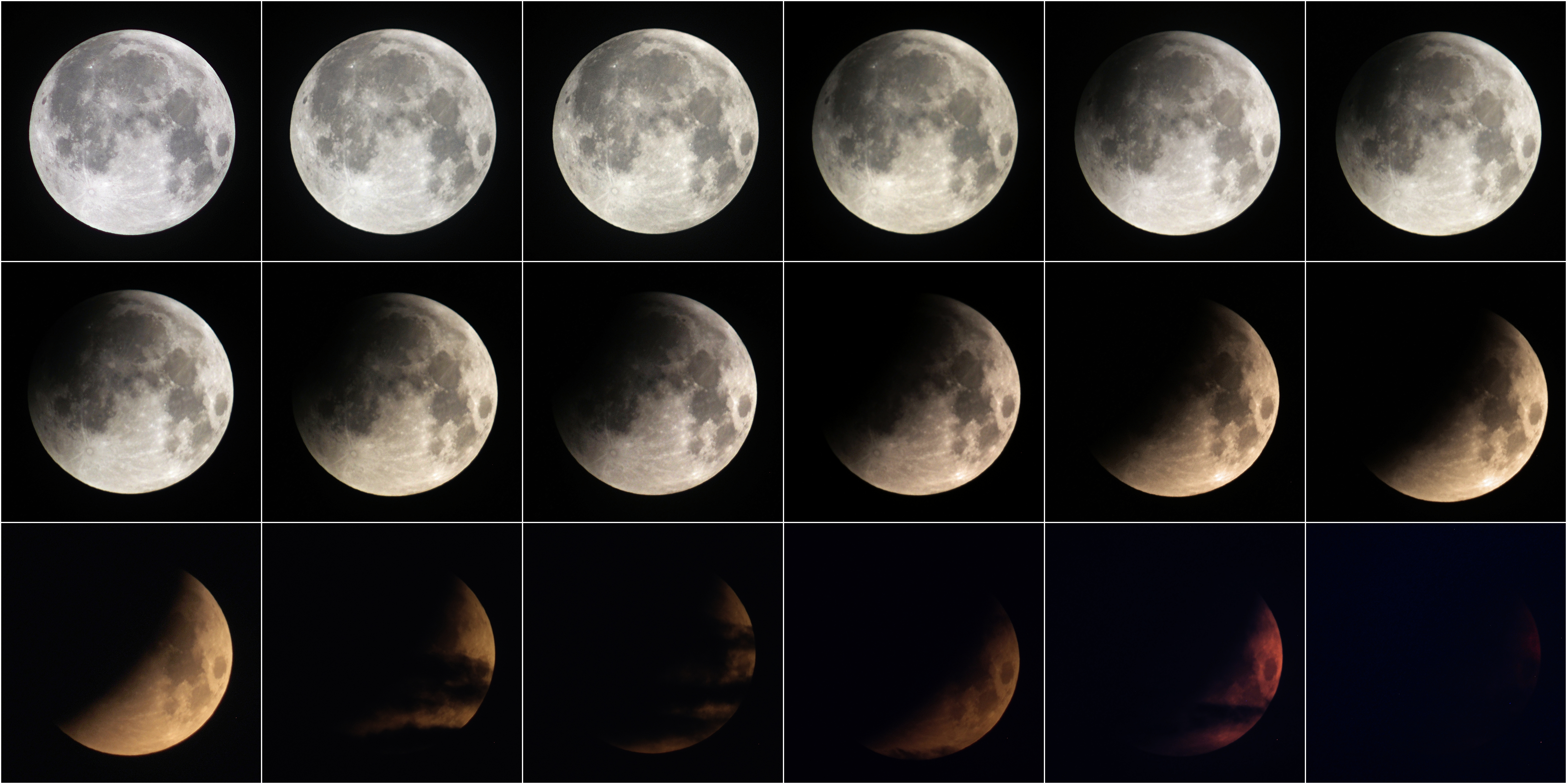
Progresión del eclipse vista desde Oria, Italia
Time-lapse desde Madrid, España, de 1:32 a 3:31 UTC
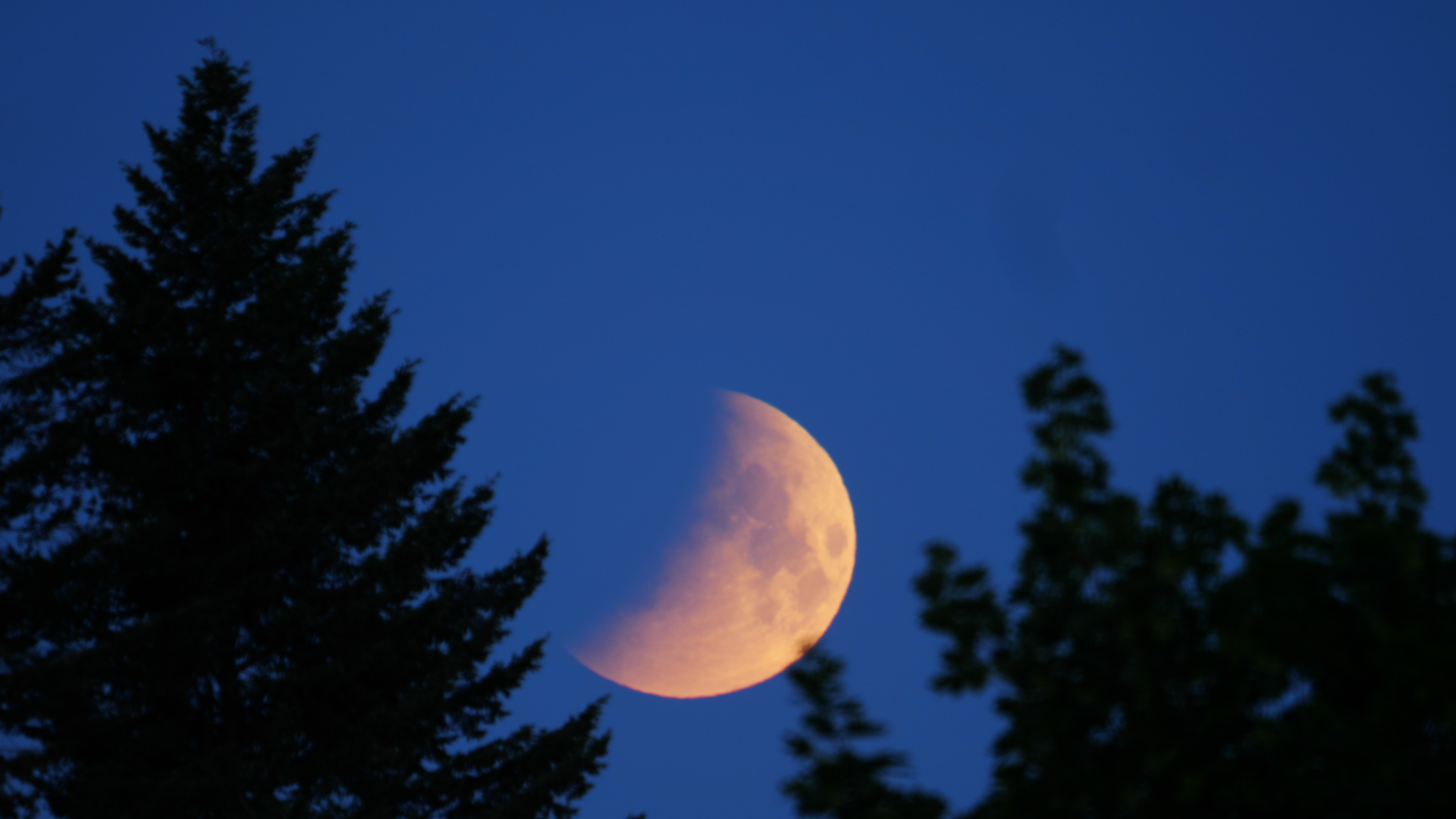
Berlín, Alemania al amanecer, 2:52 UTC
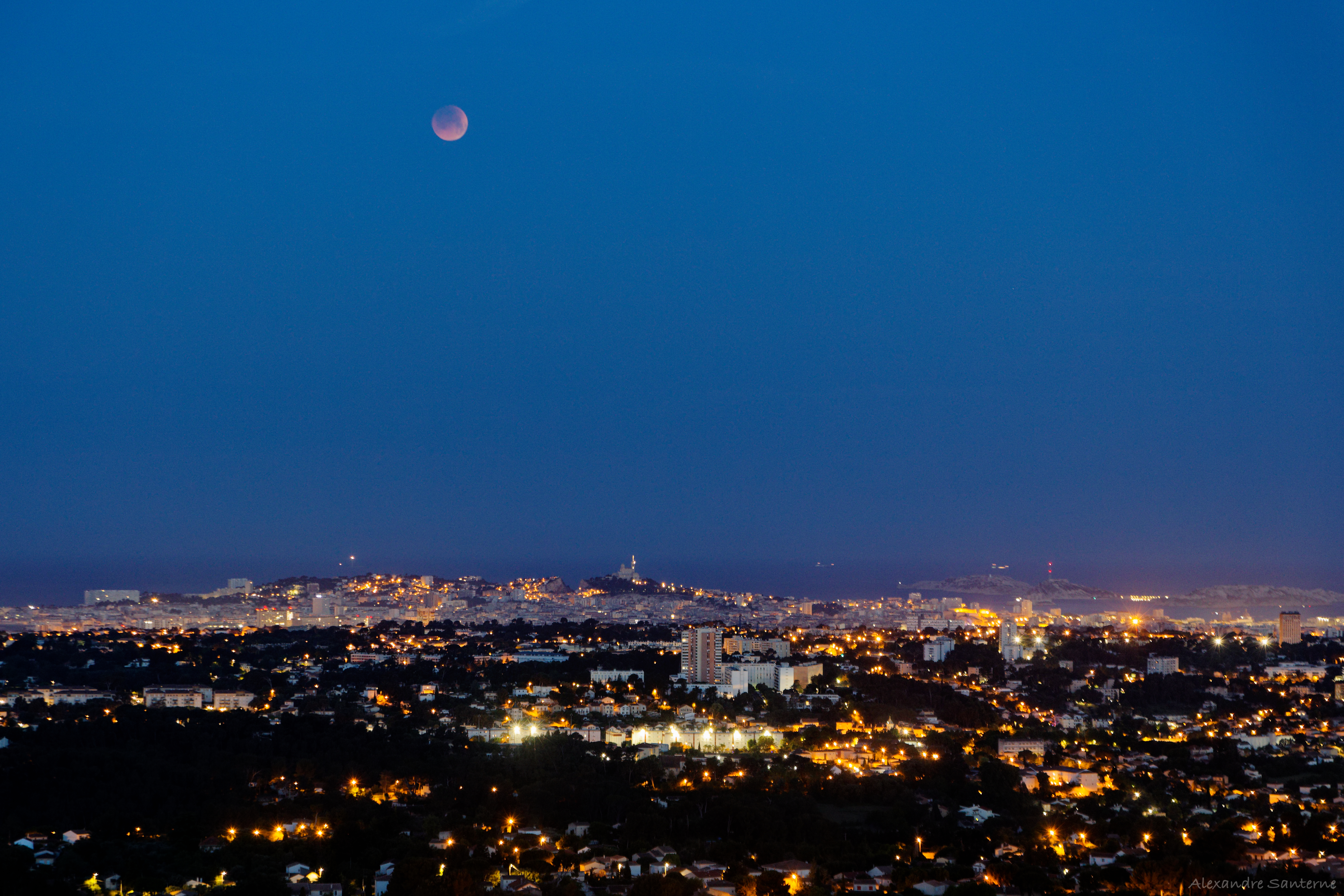
Eclipse lunar total en Marsella, Francia

## Eclipses relacionados

### Eclipses de 2022
- Eclipse solar parcial el 30 de abril
- Eclipse solar parcial el 25 de octubre
- Eclipse lunar total el 8 de noviembre

### Serie del año lunar
| Conjuntos de series de eclipses lunares de 2020 a 2023 | Conjuntos de series de eclipses lunares de 2020 a 2023 | Conjuntos de series de eclipses lunares de 2020 a 2023 | Conjuntos de series de eclipses lunares de 2020 a 2023 | Conjuntos de series de eclipses lunares de 2020 a 2023 | Conjuntos de series de eclipses lunares de 2020 a 2023 | Conjuntos de series de eclipses lunares de 2020 a 2023 | Conjuntos de series de eclipses lunares de 2020 a 2023 | Conjuntos de series de eclipses lunares de 2020 a 2023 |
| ------------------------------------------------------ | ------------------------------------------------------ | ------------------------------------------------------ | ------------------------------------------------------ | ------------------------------------------------------ | ------------------------------------------------------ | ------------------------------------------------------ | ------------------------------------------------------ | ------------------------------------------------------ |
| Nodo descendente                                       | Nodo descendente                                       | Nodo descendente                                       | Nodo descendente                                       |                                                        | Nodo ascendente                                        | Nodo ascendente                                        | Nodo ascendente                                        | Nodo ascendente                                        |
| Saros                                                  | Fecha                                                  | Tipo                                                   | Gamma                                                  | Saros                                                  | Fecha                                                  | Tipo                                                   | Gamma                                                  |                                                        |
| 111                                                    | 5 de junio de 2020                                     | Penumbral                                              | 1.24063                                                | 116                                                    | 30 de noviembre de 2020                                | Penumbral                                              | -1.13094                                               |                                                        |
| 121                                                    | 26 de mayo de 2021                                     | Total                                                  | 0.47741                                                | 126                                                    | 19 de noviembre de 2021                                | Parcial                                                | -0.45525                                               |                                                        |
| 131                                                    | 16 de mayo de 2022                                     | Total                                                  | -0.25324                                               | 136                                                    | 8 de noviembre de 2022                                 | Total                                                  | 0.25703                                                |                                                        |
| 141                                                    | 5 de mayo de 2023                                      | Penumbral                                              | -1.03495                                               | 146                                                    | 28 de octubre de 2023                                  | Parcial                                                | 0.94716                                                |                                                        |
|                                                        |                                                        |                                                        |                                                        |                                                        |                                                        |                                                        |                                                        |                                                        |
| Último conjunto                                        | 5 de julio de 2020                                     | 5 de julio de 2020                                     | 5 de julio de 2020                                     | Último conjunto                                        | Eclipse lunar de enero de 2020                         | Eclipse lunar de enero de 2020                         | Eclipse lunar de enero de 2020                         |                                                        |
|                                                        |                                                        |                                                        |                                                        |                                                        |                                                        |                                                        |                                                        |                                                        |
| Siguiente conjunto                                     | 25 de marzo de 2024                                    | 25 de marzo de 2024                                    | 25 de marzo de 2024                                    | Siguiente conjunto                                     | 18 de septiembre de 2024                               | 18 de septiembre de 2024                               | 18 de septiembre de 2024                               |                                                        |

### Ciclo metónico
El ciclo metónico se repite casi exactamente cada 19 años y representa un ciclo de Saros más un año lunar. Debido a que se produce en la misma fecha del calendario, la sombra de la tierra tendrá casi la misma ubicación en relación con las estrellas de fondo.  
Este eclipse será el tercero de cuatro eclipses lunares metónicos en la misma fecha, 15-16 de mayo, cada uno separado por 19 años. La trayectoria de la luna a través de la sombra de la Tierra cerca de su nodo descendente que progresa hacia el sur a través de cada Eclipse secuencial. El segundo y el tercero son los eclipses totales.
| 1. 15 de mayo de 1984 - penumbra (111) 2. 16 de mayo de 2003 - total (121) 3. 16 de mayo de 2022 - total (131) 4. 16 de mayo de 2041 - penumbra (141) | 1. 8 de noviembre de 1984 - penumbra (116) 2. 9 de noviembre de 2003 - total (126) 3. 8 de noviembre de 2022 - total (136) 4. 8 de noviembre de 2041 - parcial (146) 5. 8 de noviembre de 2060 - penumbra (156) |
| | |

### Ciclo de medio saros
Un eclipse lunar será precedido y seguido por eclipses solares por 9 años y 5,5 días (medio saros). Este eclipse lunar está relacionado con dos eclipses solares anulares de Solar Saros 138.
| 10 de mayo de 2013 | 21 de mayo de 2031 |
| ------------------ | ------------------ |
|                    |                    |